# Steyr-Daimler-Puch
Steyr-Daimler-Puch AG var en österrikisk industrikoncern. Koncernen bildades under 1930-talet och var under en period Österrikes tredje största företag men splittrades från 1980-talet och framåt. I dag är bland annat Magna Steyr efterträdare till det splittrade Steyr-Daimler-Puch men namnet Steyr används även av andra delar som såldes av.

## Historia

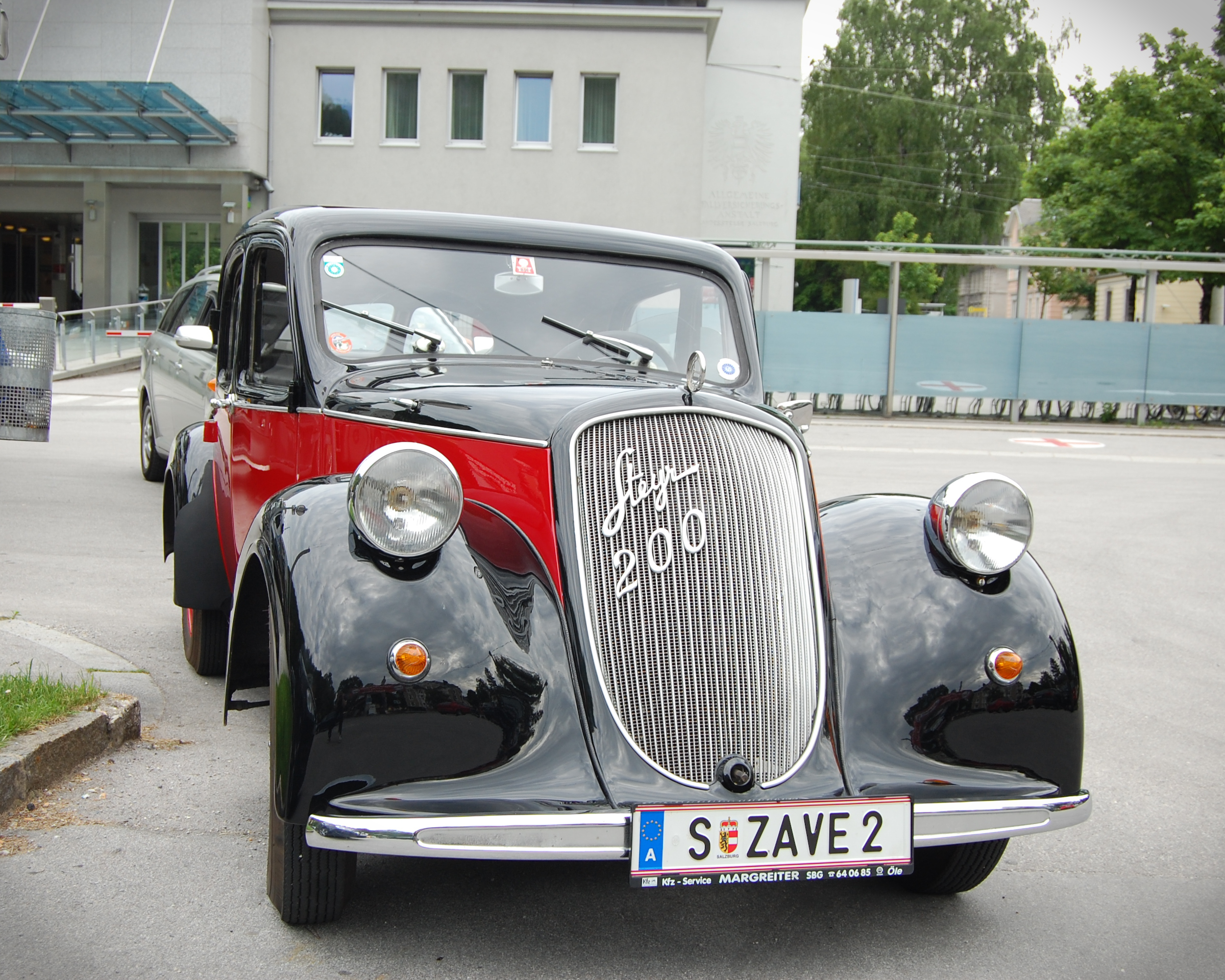
Steyr 200

Industrikoncernen Steyr-Daimler-Puch skapades 1930 då företagen Puch och Steyr-Werke slogs samman. Steyr hade då redan slagit sig samman med Austro-Daimler 1928. Det är Steyr-delens grundande som räknas som starten för koncernen. Steyr grundades i Steyr som vapentillverkare. I koncernen fanns en rad olika industrier med tyngdpunkt förlagd till verkstadsindustrin. I koncernen kom även Austro-Fiat att införlivas vilket gjorde att företaget fram till 1970-talet hade licenstillverkning av Fiatbilar.

### Österrikisk storkoncern
Under andra världskriget hade man 32 000 anställda och koncernen dominerades av rustningsindustrin. Storhetstiden infann sig under 1960-talet då man hade ett stort produktionsprogram som innefattande personbilar, lastbilar, traktorer, jaktvapen, pansarfordon, motorcyklar, terrängfordon. Produktion fanns i Steyr, Letten, Graz, Wien-Simmering och St. Valentin.
En betydande del av tillverkningen var för militära ändamål med populära terrängfordon som Steyr-Puch Pinzgauer som användes av den österrikiska armén och över hela världen. 1979 ingick koncernen ett samarbetsavtal avseende motortillverkning med BMW. Samma år startade tillverkningen av Puch G, en systermodell till Mercedes-Benz G-klass (Geländewagen) som hade utvecklats gemensamt med Mercedes-Benz.

### Steyr-Daimler-Puch splittras

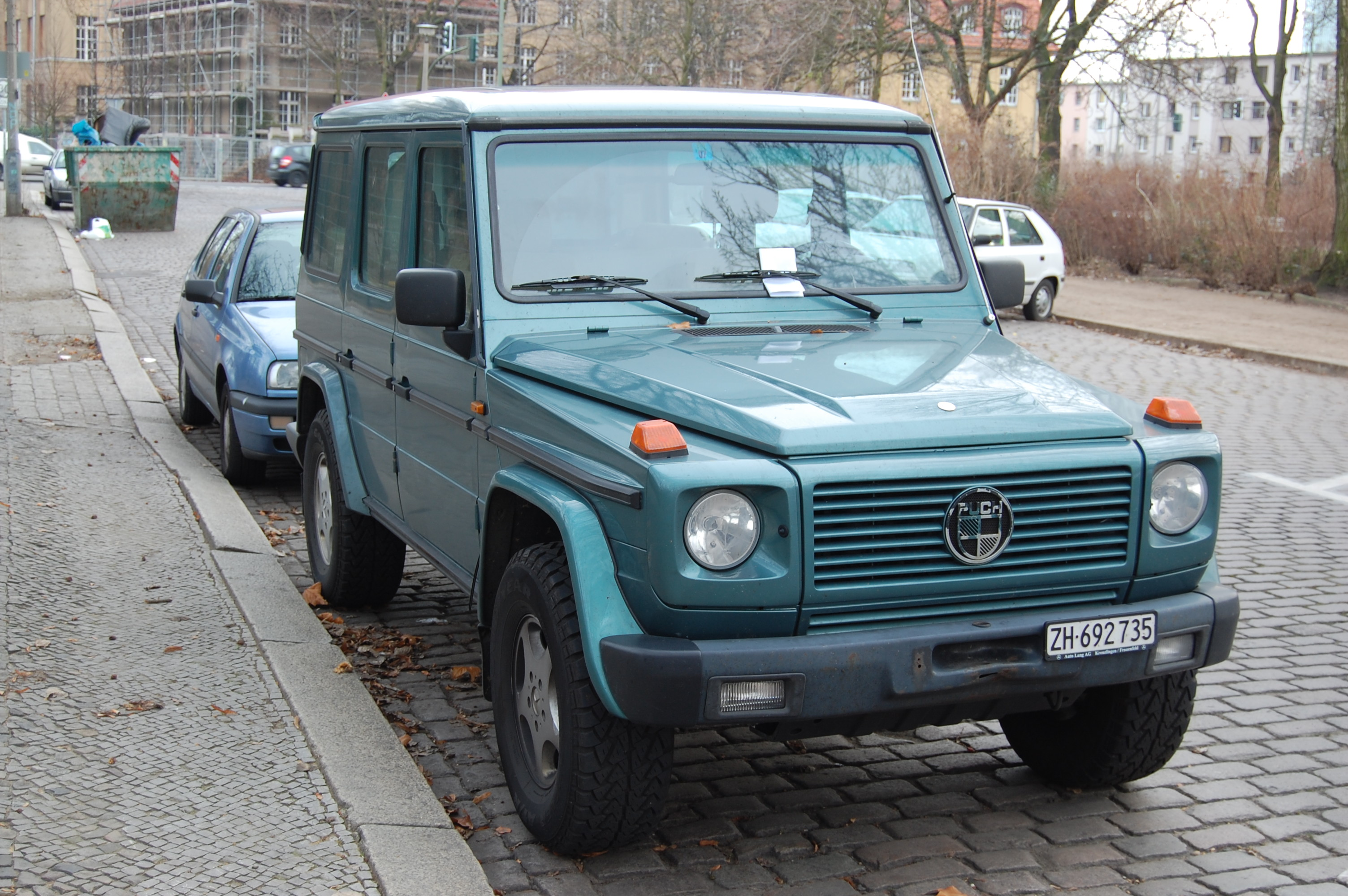
Puch G

1980 var koncernen Österrikes tredje största företag. Efterhand splittrades koncernen upp med utförsäljning av olika delar av koncernen. 1987 avyttrade man vapentillverkningen som blev ett självständigt företag Steyr Mannlicher samt cykel- och mopedtillverkningen som såldes till italienska Bianchi.
1989 blev lastbilsdivisionen Steyr Nutzfahrzeuge en del av tyska MAN AG. Under 1990-talet följde utförsäljning av traktor- och bussdivisionerna till Case respektive Volvo. Traktorerna heter fortsatt Steyr. 1998 såldes så Steyr-Daimler-Puch Spezialfahrzeug GmbH som tillverkade tunga vapen som pansarfordon. Den resterande delen av den en gång så stora industrikoncernen blev en av Magna International och dess ägare Frank Stronach med rötterna i Steyr. En del i koncernen gick i samband med detta till ZF Friedrichshafen AG.
2001 döptes företaget om då man slog samman det som tidigare varit Steyr-Daimler-Puch i Graz med Magna Europa AG till dagens Magna Steyr. Biltillverkningen fortsätter i det nya bolaget och man tillverkar med uppdrag från bilkoncerner (bland annat GM och BMW). En kvarleva från tiden som Steyr-Daimler-Puch lever kvar i form av Mercedes-Benz G-klass (Geländewagen).

## Koncernens olika delar
- Cyklar, mopeder och motorcyklar såldes under namnet Puch.
- Lastbilar och traktorer såldes under namnet Steyr.
- Terrängfordon (Steyr-Puch Haflinger, Steyr-Puch Pinzgauer) samt mindre bilar såldes under namnet Steyr-Puch.
- Geländewagen fick namnet Puch G.

## Företag med bakgrund i koncernen
Företag med rötterna i Steyr-Daimler-Puch. 
- Magna Steyr
- Steyr-Daimler-Puch Spezialfahrzeug GmbH
- Case-Steyr Landmaschinentechnik
- Steyr Mannlicher
- Steyr Motors GmbH

## Personbilar

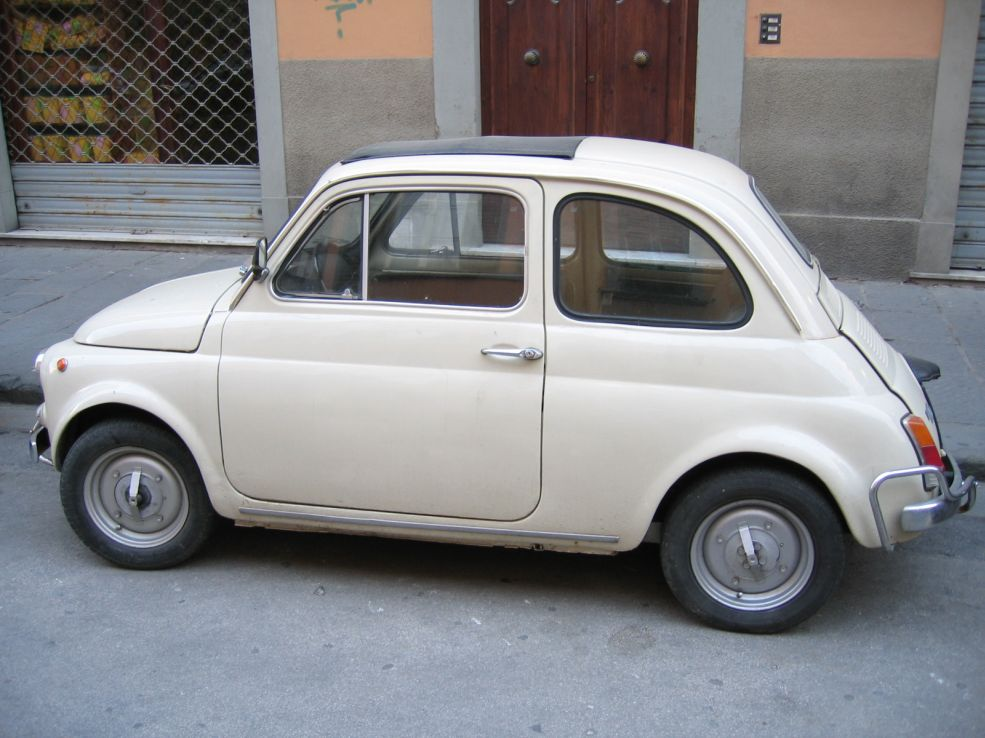
Fiat 500 blev i Österrike populär som licenstillverkade Steyr-Puch 500.

Puch började tillverka personbilar 1906 och kunde fram till Första världskriget utvecklas tack vare den stora hemmamarknaden i Österrike-Ungern. 1910 levererade man limousiner till den österrikiska kejsaren. Efter Första världskriget förlorade man stora delar av sin tidigare hemmamarknad vilket hämmade företagets personbilsproduktion.
Efter Andra världskriget satsade man på licenstillverkning av Fiats folkbil Fiat 500 som fick namnet Steyr-Puch 500 och senare 600. Modellen tillverkades under många år. Redan 1907 hade ett österrikiskt bolag, Austro-Fiat skapats för tillverkning av Fiat som sedan blev en del av Steyr-Daimler-Puch.

## Militära fordon

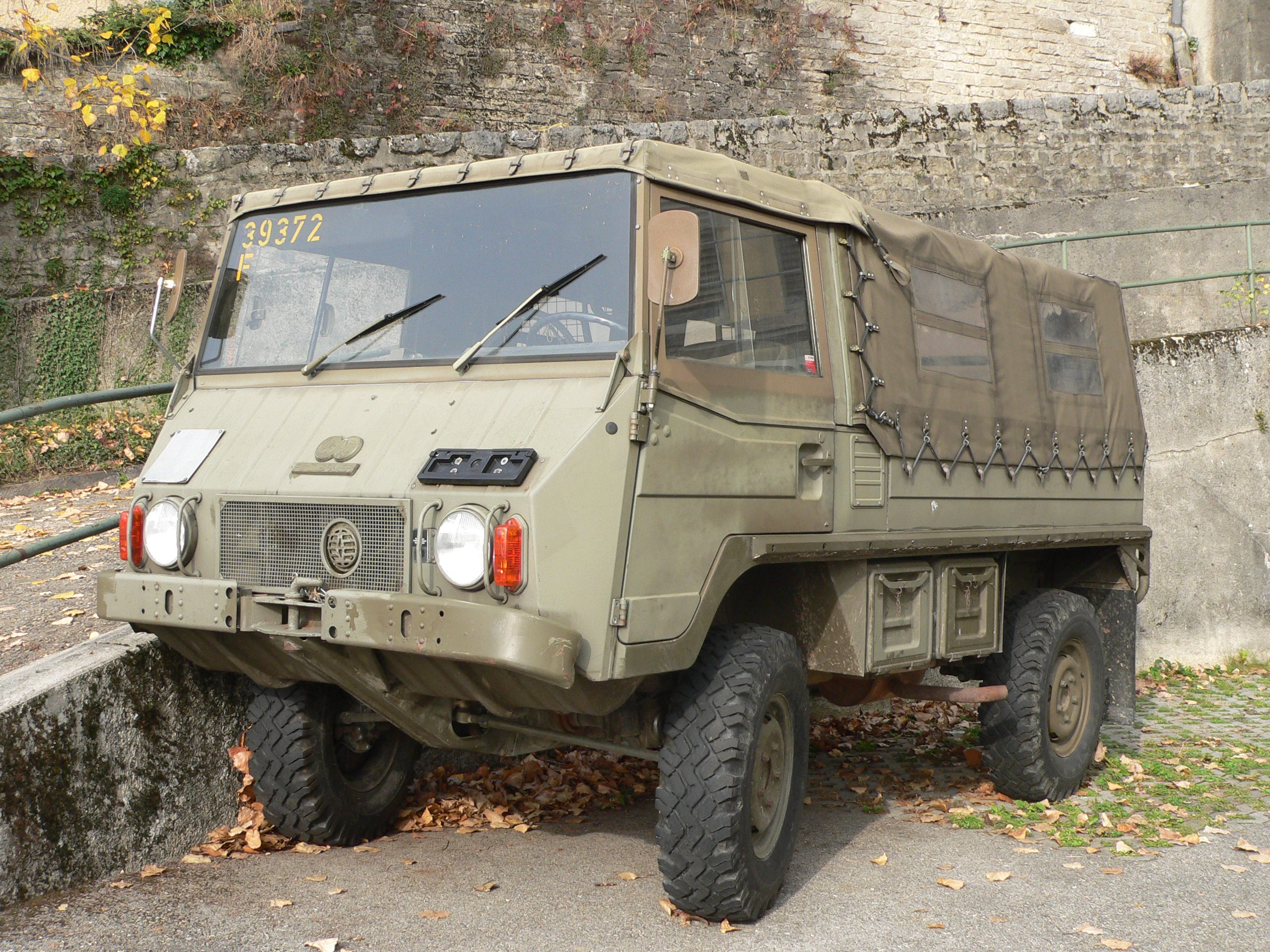
Steyr-Puch Pinzgauer militärfordon

Man startade också upp produktion av militärfordon som Steyr-Puch Haflinger 1958 och efterföljaren Steyr-Puch Pinzgauer.  Dessa modeller gjorde företaget till specialister på fyrhjulsdrift vilket banade vägen för ett nytt framgångsrikt terrängsbilsprojekt - Geländewagen tillsammans med Mercedes-Benz som lanserades 1979. Geländewagen tillverkas fortfarande medan Steyr-Puch Pinzgauer lades ner 1999. Samtliga terrängbilar finns i både militära och civila versioner och de har sålts över hela världen. Geländewagen är populär även i den svenska armén.

## Mopeder och cyklar
Populära mopedmodeller som Dakota, Montana, Florida, Alabama och Maxi tillhörde de mest populära mopederna i Sverige under 1960- och 1970-talet. 1987 upphörde all tillverkning av cyklar och mopeder under märket Puch hos Steyr-Daimler-Puch. Man sålde av tillverkningen till italienska Bianchi.  2005 återlanserades Puch som cykelmärke av Cycleurope som idag äger Bianchi.